# فرانز سیگل
فرانز سیگل (انگلیسی: Franz Sigel; ۱۸ نوامبر ۱۸۲۴ – ۲۱ اوت ۱۹۰۲) فرد نظامی اهل آلمان بود.